# Wolframin

Fragment cristal·litzat Proteïna Wolframin (82-188)

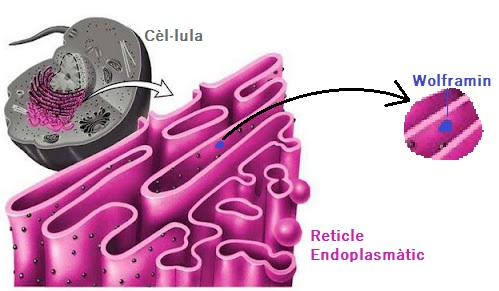
Localització de la proteïna Wolframin en la membrana del Reticle Endoplasmàtic.

Wolframin és una glicoproteïna transmembrana de canal, codificada pel gen WFS1. Es tracta d'una proteïna que regula la quantitat de calci en les cèl·lules. El seu mal funcionament o trastorn deriva en la Síndrome de Wolfram, malaltia neurodegenerativa que provoca diabetis mellitus de tipus I, diabetis insípida, atròfia òptica i sordesa. Wolframin és un bon model per l'estudi de l'efecte de l'estrès al reticle endoplasmàtic i la seva influencia en la mort cel·lular.

## Localització
Estudis recents han demostrat que la proteïna es localitza al reticle endoplasmàtic. Es tracta d'una glicoproteïna de membrana sensible a l'endoglicosidasa H.
Això es va demostrar amb la prova del western-blot de fraccions cel·lulars dels fibroblasts humans primaris amb un anticòs elevat contra l'extrem C-terminal de WFS1 i la tinció immunofluorescència de cèl·lules que estaven sobreexpressant WFS1. Aquesta tinció va mostrar la colocalització de WFS1 amb un marcador del reticle endoplasmàtic conegut, però no amb un marcador mitocondrial.
S'expressa sobretot al cor, al cervell, les cèl·lules β pancreàtiques, la placenta i els pulmons. També s'expressa, amb menys freqüència en el fetge, ronyó i múscul esquelètic.
Es troba en un total de 222 òrgans, i el màxim nivell d'expressió és en els nuclis accumbens.

## Estructura
Wolframin està formada per 890 aminoàcids amb una massa de 100,29 KDa i predomina a la cèl·lula com a tetràmer. Conté de 9-10 segments transmembrana (hèlix alfa).
La proteïna es distingeix per la presència de 3 dominis estructurals: una regió C-terminal d'aproximadament 240 residus (situat al lumen del reticle endoplasmàtic), una regió N-terminal de 300 residus (situat al citoplasma). Aquests dos formen la part hidrofílica. I finalment un nucli hidrofòbic central de 350 residus aproximadament.
Té 5 espais per formar enllaços N-glicosídics dels quals només se n'utilitzen dos, ja que són els que es troben dins la zona hidrofílica, N661 i N746. Les n-glicosilacions atorguen característiques importants a la cèl·lula com el bon plegament, solubilitat i estabilització davant de proteòlisis.
En la posició 1 de la cadena d'aminoàcids trobem una N-acetilmetionina, posició 30 una fosfotreonina, posició 32 i 157 una fosfoserina i en les posicions 661 i 746 hi ha glicosilacions.

## Funció

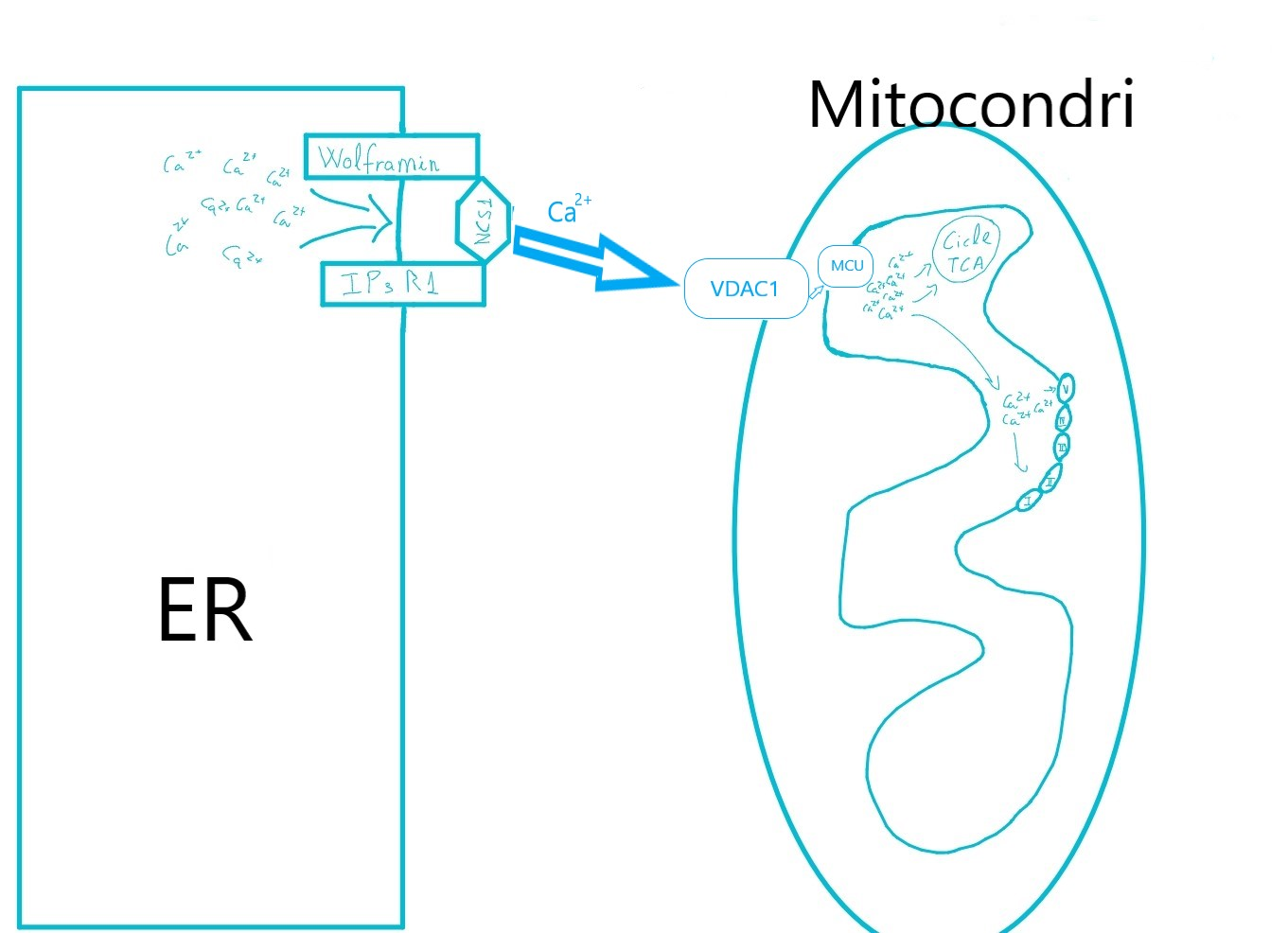
Procés de transport de calci des del reticle endoplasmàtic fins al mitocondri per mitjà de Wolframin

WFS1 forma part de la resposta a proteïnes mal plegades (UPR). És un component de senyalització d'IRE1 i PERK (receptors d'UPR) de manera que té una funció important en l'atenuació dels alts nivells d'estrès d'ER i en el manteniment de l'homeòstasi ER en les cèl·lules β pancreàtiques. Per tant, la supressió de WFS1 condueix a un alt nivell d'estrès ER en aquestes cèl·lules.
També participa com a regulador de la cadena d'ions ER, molt probablement actuant com un canal de calci. De manera que WFS1 té una important funció en l'homeòstasi de calci en el RE. La pèrdua de la seva funció provoca estrès en el RE, i consegüentment porta a l'apoptosi de les cèl·lules β pancreàtiques.
En la mateixa línia, s'ha demostrat que aquesta proteïna té una gran importància en l'intercanvi de Ca ²⁺ entre el Reticle endoplasmàtic i el mitocondri. Wolframin forma un complex amb NCS1 (sensor neuronal de calci) i l'IP3R (receptor inositol 1,4,5 -triphosphate) per a la transferencia de Ca ²⁺ entre aquests dos orgànuls. S'ha vist que en els pacients que no tenen WFS1, es redueix l'abundancia de NCS1, cosa que provoca la reducció dels canvis de Ca ²⁺ entre el mitocondri i el RE, que acaba amb l'alteració de la respiració cel·lular. El mal funcionament d'aquesta interacció porta a malalties neurodegeneratives.

## Patologies associades
Síndrome de Wolfram de tipus 1 és una malaltia autosòmica recessiva caracteritzada pels següents símptomes: diabetis mellitus de tipus 1 (edat <16 anys), distròfia òptica, diabetis insipidus i sordesa (resumit en DIDMOAD). Altres símptomes, problemes sensorials, disfunció de la bufeta i dels intestins, problemes en la regulació de la temperatura, atàxia i defectes olfactoris, en alguns casos també provoca ansietat i depressió. Aquesta malaltia augmenta en gran manera la pressió que suporta el reticle endoplasmàtic.

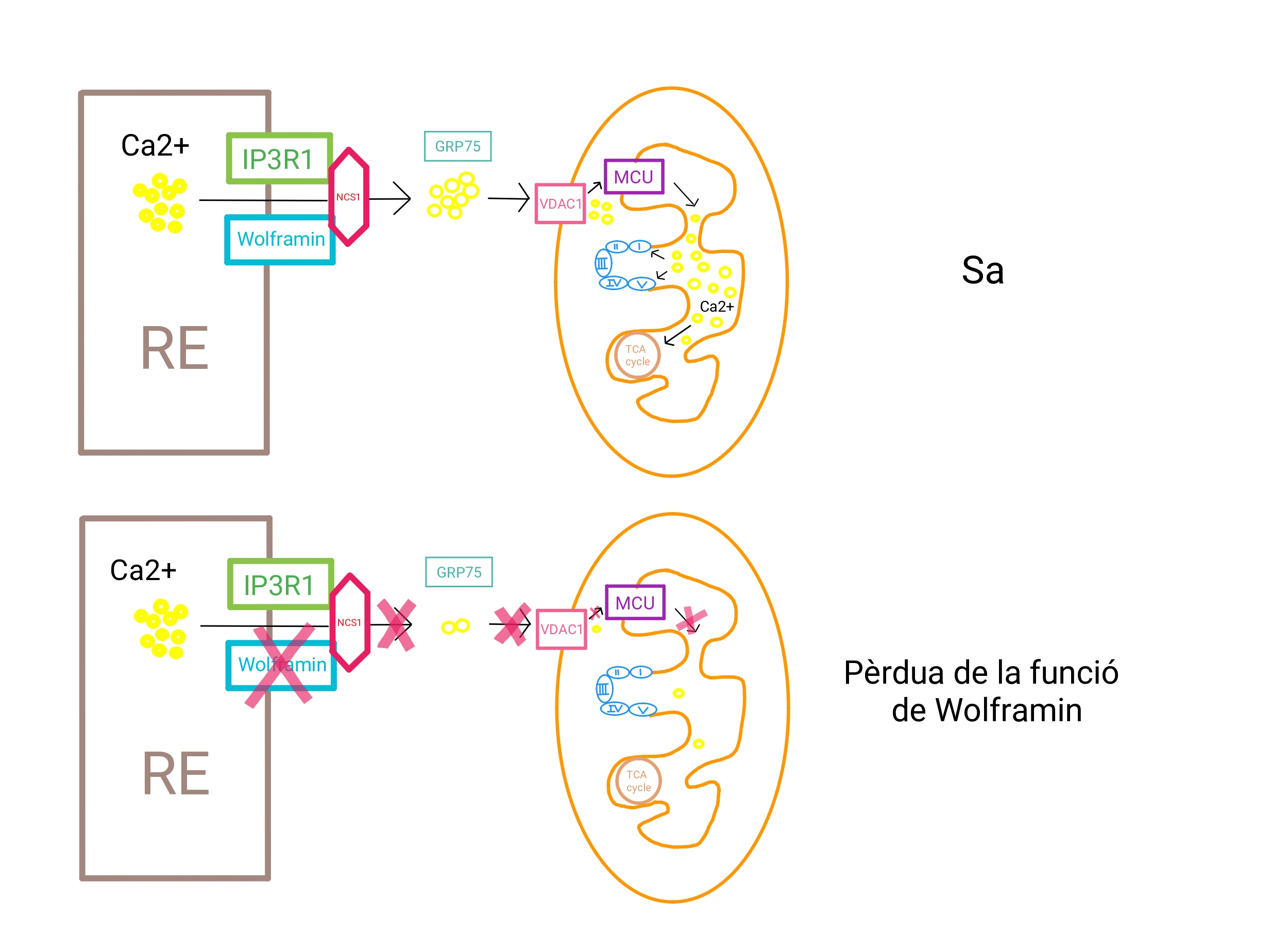
Pèrdua de la capacitat de transferencia de Ca2+ entre el RE i el mitocondri degut a la incapacitat funcional de Wolframin

La causa d'aquesta síndrome és deguda a una mutació en el gen WFS1. Aquesta mutació provoca el canvi de l'aminoàcid 663 i 748, on es substitueix asparagina per aspartat, de forma que aquests aminoàcids no es poden N-glicosilar, fet que comporta una disfuncionalitat en la regulació del calci.
Wolframin és una proteïna integral del reticle endoplasmàtic, així doncs, el seu mal funcionament provoca un augment de l'estrès de la cèl·lula, que amb altres inductors d'estrès provoquen la mort d'aquesta per apoptosi. La mort de cèl·lules del pàncrees, especialment les productores d'insulina (cèl·lules beta), dona lloc a la diabetis mellitus. La mort de les cèl·lules del nervi òptic a la pèrdua de visió. La mort de les diferents cèl·lules de la resta del cos són probablement les causants dels símptomes restants. La proteïna calpain 2 és regulada negativament per l'ió calci, és per aquesta raó que es regulada per Wolframin, llavors una malfunció de Wolframin activa a la proteïna calpain 2, que contribueix en el procés d'apoptosi.
S'ha de destacar que també existeix la Síndrome de Wolfram de tipus 2, però aquesta no és provocada per una mutació del gen WFS1, sinó pel gen WFS2 o CISD2, localitzat al cromosoma 4q22-24, que codifica la proteïna encarregada de formar el domini de ferro-sulfur CDGSH, que també es troba al reticle endoplasmàtic i ajuda a la regulació de calci (Ca2+), aquesta variant, que és menys freqüent, es caracteritza per presentar sagnats, úlceres intestinals, agregació defectuosa de plaquetes, absència de diabetis insípida i trastorns psiquiàtrics.

## Genètica
El gen WFS1 proporciona instruccions per produir la proteïna anomenada Wolframin.
Aquest gen també es pot anomenar:
- DFNA6
- DFNA14
- DFNA38Localització gènica (WFS1).png

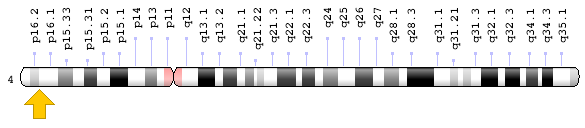
Localització gènica (WFS1)

- DIDMOAD
- WFRS
- WFS

### Localització cromosòmica
Ubicació citogenètica: 4p16.1, el braç curt (p) del cromosoma 4 en la posició 16.1
Ubicació molecular: parells de bases 6.260.368 a 6.303.265 al cromosoma 4 (Homo sapiens Actualització de l'anotació actualitzada 109.20190905, GRCh38.p13) (NCBI).

## Síntesi
Com en totes les proteïnes, la síntesi del Wolframin es realitza mitjançant la unió d'aminoàcids a través d'enllaços peptídics. El punt d'inici de la traducció és en el segon exó i produeix un pèptid de 890 aminoàcids de llarg. La modelització de proteïnes i les corbes d'hidrofobicitat mostren que existeixen 9 dominis de membrana.
En la següent taula es mostra la seqüència d'aminoàcids que formen la proteïna Wolframin:

.